# Joves de Mallorca per la Llengua
Joves de Mallorca per la Llengua (en castellano Jóvenes de Mallorca por la Lengua) es una institución cívica y cultural juvenil de España con presencia en la isla de Mallorca, comunidad autónoma de Baleares. Su fin es la promoción de la lengua catalana, la cultura y la identidad insular, con una especial importancia al sector más joven de la sociedad. Actualmente el catalán es la segunda lengua más hablada de Mallorca, superada por el español..

## El origen
La entidad nació el 1 de julio de 1994, promovida por Tomeu Martí y Pere Muñoz Perugorría, como resultado de la agrupación de cuarenta entidades juveniles de Mallorca, con el objetivo de lograr la normalización del catalán y su aceptación y reconocimiento por parte de la sociedad civil, siempre desde un enfoque participativo, de diversión y desde un espíritu reivindicativo.
En sus orígenes se compuso de asociaciones culturales, organizaciones estudiantiles, juventudes de sindicatos, entidades de esparcimiento y ocio. Después de 1994, la entidad se consolidó y tomó un rumbo diferente, desvinculándose del resto de entidades. Formando así una asociación independiente con gente de orígenes sociales y culturales varios que quiere reivindicar y socializar. 
En estos momentos son uno de los movimientos más destacables en defensa de la lengua catalana en Mallorca: «la Asociación Joves de Mallorca per la Llengua […] junto con la Obra Cultural Balear, han sido referentes clave en las movilizaciones populares a favor de la lengua durante estos últimos años»
La entidad se rige por una comisión permanente en la cual se reúnen semanalmente todos los voluntarios, donde se deciden las acciones a emprender y se organiza el trabajo. Las reuniones son abiertas a todo el mundo que colabore en la entidad.

## Actividades

### Normalización de la lengua
Las primeras campañas giraban en torno a la normalización del catalán en el mundo comercial, como en la campaña Volem comprar en català, con la que hicieron acciones de protesta a empresas como Pryca, SYP o McDonald's. Otras campañas a favor del etiquetado en catalán, de la oficialidad del catalán a la Unión Europea durante uno a un viaje en el Parlamento Europeo el 2000, del cine en catalán, de la normalización en ámbitos tan complejos como la justicia o las fuerzas de seguridad. Actúa contra el proyecto del Partido Popular de castellanizar la toponimia isleña. También, finalmente, promueven la música y la cultura catalanas y modernas y editan postales con vocabulario básico para repartirlos entre los turistas.

### Concurso de Música Joven
De 2002 a 2008 organizaron seis ediciones de un concurso para enganchar los jóvenes. Los premiados eran:
- 2002: Ké Reggae Ska
- 2003: Matràs
- 2004: Es Reboster
- 2005: Grollers de sa Factoria
- 2007: Musnok[4]
- 2008: Barrumbada[5]

### Correllengua
Lo Correllengua tiene antecedentes en la Korrika, en Euskal Herria y es una gran carrera popular que rodea la mayoría de los pueblos de la isla, mientras se trae una llama encendida, entente como símbolo de la vitalidad de la lengua catalana. Los cursos son participativos, al final de cada tramo, en un pueblo, una representación de éste lee un manifiesto que insta las instituciones locales, autonómicas o nacionales a tomar medidas a favor del uso del catalán.
Lo Correllengua en Mallorca tuvo la primera edición en 1995 y se repitió en 1996,1999, 2003, 2007, 2010 y 2013 —años en que no se celebraba el Acampallengua. El gran éxito de la primera edición animó Acció Cultural del País Valencià y la CAL a realizar el Correllengua al resto de los territorios de lengua catalana.

### Acampallengua
El Acampallengua es un encuentro de jóvenes de Mallorca que se lleva a cabo durante un fin de semana, normalmente a mediados de mayo. Combina charlas, talleres y manifestaciones de cultura popular o encuentro de entidades. Incluye un gran concierto de música el anochecer del primer día.
El objetivo es juntar gente de todos los orígenes sociales y culturales con la necesidad de implicarse en la defensa de la lengua y cultura catalanas. 
Ha habido doce ediciones de este encuentro: Inca (1997), Santa Ponsa (1998), Alcudia (2000), Felanich (2001), Binisalem (2002), Pollensa (2004), Porreras (2005), Esporlas (2006), Son Servera (2008), La Puebla (2009), Campos (2011) y Manacor (2012).

## Reconocimientos
En 2009, el Consejo Insular de Mallorca, les concedió el premio Jaime II. El decreto motiva el premio «como reconocimiento a una tarea continuada de más de quince años sensibilizando, implicando y movilizando, sobre todo el colectivo joven, en el proceso de normalización lingüística. Su labor y el compromiso cívico y cultural son un punto de referencia entre los jóvenes mallorquines y un elemento particularmente enriquecedor del tejido asociativo juvenil de la isla.»